# Heinrich Richard Baltzer

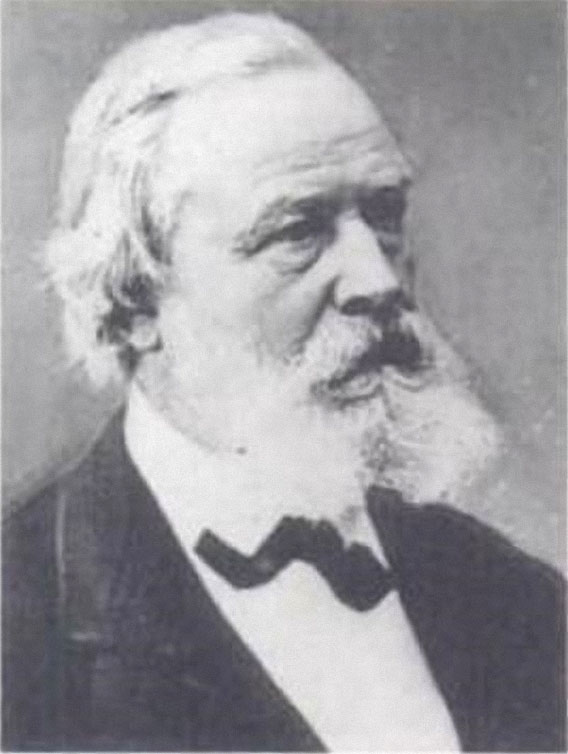
Heinrich Richard Baltzer

Heinrich Richard Baltzer (n. 27 ianuarie 1818 la Meißen - d. 7 noiembrie 1887 la Gießen) a fost un matematician german, cunoscut prin scrierile sale referitoare la determinanți.
În 1864 devine membru al Academiei Saxone de Științe (Sächsische Akademie der Wissenschaften).

## Scrieri
- Theorie und Andwendung der Determinanten (Leipzig, 1857)
- Elemente der Mathematik (Leipzig, 1867 și 1872)
- Analytische Geometrie (1882).